# Planitz-Deila
Planitz-Deila war eine Gemeinde, die von 1913 bis 1994 existierte. Sie ging zum 1. Januar 1994 in der sächsischen Großgemeinde Käbschütztal auf.

## Geographie und Geschichte
Planitz-Deila befand sich westlich der Stadt Meißen auf der linken Elbseite. Vor ihrer Auflösung 1994 bestand die Gemeinde aus den sechs Ortsteilen Planitz, Deila, Käbschütz, Leutewitz, Niederstößwitz und Sornitz. Die Gesamtfläche der Gemeinde betrug ca. 676 Hektar.
Im Jahr 1913 schlossen sich die bis dahin selbstständigen Orte Planitz und Deila zu Planitz-Deila zusammen. Die junge Gemeinde war zur Amtshauptmannschaft Meißen gehörig und hatte 1925 247 Einwohner. Die Orte Käbschütz, Leutewitz, Niederstößwitz und Sornitz wurden am 1. November 1935 eingemeindet, was einen sprunghaften Anstieg der Bevölkerungszahl auf 629 im Jahr 1939 zur Folge hatte. Nach dem Zweiten Weltkrieg war Planitz-Deila Teil der Sowjetischen Besatzungszone und später der DDR. Nachdem die Einwohnerzahl 1946 einen Höchststand von 865 erreicht hatte, sank sie in den nächsten Jahren wieder. 1950 wurden 853 Einwohner gezählt. In der Kreisreform 1952 kam die Gemeinde zum Kreis Meißen im Bezirk Dresden. Im Jahr 1964 wohnten 550 Menschen in Planitz-Deila. Nach Wende und Wiedervereinigung blieb die Gemeinde im Landkreis Meißen. Die Einwohnerzahl lag 1990 bei 483.
Zum 1. Januar 1994 schlossen sich die drei Gemeinden Planitz-Deila, Jahna-Löthain und Krögis zur Großgemeinde Käbschütztal mit 37 Ortsteilen zusammen. Die Ortsteile der Ursprungsgemeinden wurden Ortsteile von Käbschütztal, Planitz-Deila ist seitdem als Verwaltungsname nicht mehr in Gebrauch. Die neue Gemeinde wurde Teil des in der Kreisreform 1994 gebildeten Landkreises Meißen-Radebeul (ab 1996 nur Landkreis Meißen).